# Finnskogleden
De Finnskogleden is een wandelroute in het Zweedse landschap Värmland en de Noorse provincie Hedmark. Het pad heeft een lengte van ongeveer 240 kilometer, begint bij Morokulien en eindigt ten westen van Trysil. Het pad volgt de oude wegen tussen de (verdwenen) oude dorpen van de Bosfinnen en geeft daarmee een indruk van de oude Bosfinse cultuur, maar ook van de natuur in de omgeving. De route kruist verschillende keren de landsgrens. Het pad wordt gemarkeerd met blauwe en oranje stippen.